# Wojciech Bruszewski

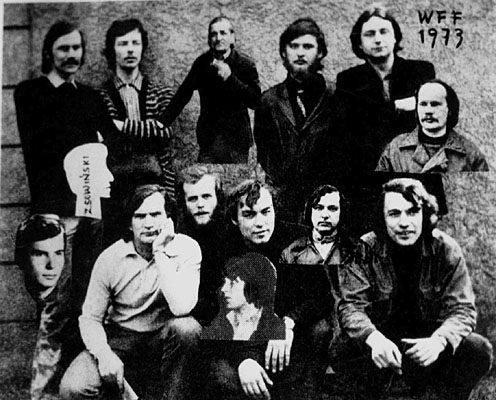
Mitglieder des Workshops (Filmforum)

Wojciech Bruszewski (* 8. März 1947 in Breslau; † 6. September 2009 in Łódź) war ein polnischer Konzeptkünstler, Videokünstler, Fotograf, Regisseur und Multimediakünstler.

## Leben und Werk
Bruszewski ist 1947 in Polen geboren und lebte und arbeitete lange Zeit in Lódz. Mit Antoni Mikołajczyk und anderen war er Mitglied der Gruppe für Fotografie Zero-61 in Toruń.
Film, Fotografie und Regie studierte Bruszewski bis 1975 (Abschluss als Regisseur und Kameramann) an der Staatlichen Hochschule für Film, Fernsehen und Theater Łódź. Zwischen 1970 und 1976 begann Bruszewski Experimentalfilme zu drehen und war am Aufbau der Warsztat Formy Filmowej/Werkstatt der Filmform beteiligt. Mitglieder sind Paweł Kwiek, Józef Robakowski, Andrzej Różycki, Kazimierz Bendkowski, Ryszard Waśko und Zbigniew Rybczyński. Beeinflusst von Positivismus und Konstruktivismus sind die Filme, basierend auf dem von P. Adams Sitney geprägten Begriff Structural/Materialist Film, einzuordnen.
Mit New Words (1972) erfand Bruszewski eine mechanische Vorrichtung aus verschiedenen, rotierenden, mit Buchstaben versehenen Papieren, mit denen man 256 verschiedene, bisher nicht existente Wörter kombinieren kann.
Yyaa von (1973) ist ein 5-minütiger Film, der die menschliche Wahrnehmung untersucht. Bruszewski filmte sich selbst in einem Raum, in dem das Licht an- und ausgeschaltet wird. Nicht nur die Beleuchtung, sondern auch die Tonhöhe des Schreies und der Bildausschnitt werden verändert, so dass ein visueller Rhythmus entsteht.
In Zusammenarbeit mit Piotr Bernacki nahm Bruszewski 1973 das erste polnische Magnetband Pictures Language auf. 1974 entstand Space transmission. Audiovisuelle Arbeiten sind Teaspoon von 1974 und Matchbox aus dem Jahre 1975, in der er die gewohnte Synchronität von Bild- und Tonebene aufhebt. Wojciech Bruszewski ist ein Wegbereiter der Interaktiven Installation. Sternmusik von 1979 referiert an Klangkunst, Performance und Installation. 1989 gründete Bruszewski den ersten Computerworkshop in Posen. Zu den Computerarbeiten gehören Werke wie die 1991 entstandenen Maszyna poetycka und Romantica, Sonety von 1992, C.H.O.P.I.N von 1994, Sonety von 1996, 9 prac von 1999 und Łódź na wszystkie pory roku aus dem Jahr 2000.
Seit 1999 war Wojciech Bruszewski Direktor des Multimedia Laboratory der Nikolaus-Kopernikus-Universität Toruń. Die verschiedenen Arbeiten von Wojciech Bruszewski lassen sich nicht in zeitlich geschlossene und aufeinander folgende Werkperioden gliedern.
Wojciech Bruszewski produzierte 2007 mit Małgorzata Kamińska den Werbefilm Łódź miasto kultury. Der Film wurde mit zahlreichen Preisen ausgezeichnet. Die Stadt Łódź bewarb sich damit als Kandidat für die Kulturhauptstadt Europas 2016.

## The Infinite Talk
The Infinite Talk (1988) von Wojciech Bruszewski, eine Produktion des freien Radiosenders „Radio Ruine der Künste Berlin“ (initiiert von Bruszewski und Wolf Kahlen) ist eine permanente, generative Radioinstallation.

„„The Infinite Talk“ wurde 1988 für das Berliner Radio Ruine der Künste als das längste Radioprogramm der Welt entwickelt und bis 1993 gesendet. In diesen fünf Jahren führten ein virtueller Mann und eine virtuelle Frau eine Konversation über die Unendlichkeit: Durch ein Computerprogramm willkürlich ausgewählte Zitate von Plato, Schopenhauer, Gödel, Chuang Tzu, James, Russell und anderen berühmten Philosophen ergaben in diesem Dialog unerwartete neue Gedanken.“

Nachdem die Radioübertragung beendet wurde, stellte Bruszewski 1994 Philosophising Machine und Monologue in der Eastern Gallery in Łódź aus, mit denen die Idee weitergeführt wurde.

## Gruppenausstellungen (Auswahl)
- 1977: documenta 6, Kassel
- 1987: documenta 8, Kassel
- 1992: Medienbiennale Leipzig 92[7]
- 2008: EVR - e-flux video renatal Fundação Calouste Gulbenkian, Lissabon
- 2011: Live to Tape Berlin Hamburger Bahnhof, Berlin
- 2011: Ostalgia New Museum of Contemporary Art, New York City
- 2012: Various Stages–Bedingte Bühnen, Test Run Kunsthaus Dresden, Dresden

## Auszeichnungen
- 1980: Stipendiat des DAAD in Berlin